# Francesc Xavier Llorens i Barba
Francesc Xavier Llorens i Barba (Vilafranca del Penedès, 1820 - Barcelona, 23 d'abril de 1872) fou un filòsof català, professor a la Universitat de Barcelona i fundador de l'Escola de Filosofia de Barcelona, conjuntament amb el seu mestre Ramon Martí d'Eixalà. La seva teoria del sentit comú i la primacia que dona a l'observació i a la psicologia ha marcat profundament l'estil filosòfic català.
Fou fill del militar Vicenç Llorens i de la seva esposa, Francesca Barba, naturals de Vilafranca del Penedès.
Considerà que la metafísica tendeix a ser una síntesi de racionalisme i empirisme, en la mesura que té per objecte la veritat. Fou membre numerari de la Reial Acadèmia Catalana de Belles Arts de Sant Jordi i de la Reial Acadèmia de Bones Lletres (1852).

## Pensament
Francesc Xavier Llorens i Barba estava convençut que si es volia agafar el tren del saber i posar-se a l'altura dels països culturalment més avançats calia iniciar un mestratge socràtic. Això volia dir relligar la vida amb el pensament, situar l'ésser humà al bell mig de la ciència filosòfica i, al mateix temps, assumir els postulats de la filosofia escocesa del sentit comú per, alhora, reprendre el bo i millor de la història de la filosofia (Plató, Descartes, Locke…). En aquesta decisió va seguir els passos de Ramon Martí d'Eixalà. Tanmateix, si Martí d'Eixalà va arribar a la filosofia escocesa a través de França i es va centrar en la figura de Thomas Reid (1710-1796), Llorens i Barba va anar a les fonts originals de la filosofia escocesa i va incorporar a la seva aportació les obres de William Stirling Hamilton (1788-1856), Dugald Stewart (1753-1828), deixeble i biògraf de Reid, i de Henry Longueville Mansel (1820-1871). A més, el mestratge de Llorens i Barba va influir, de maneres diverses i en graus diversos, en Josep de Letamendi (1828-1897), Jaume Serra Húnter (1878-1943), Francesc Mirabent i Vilaplana (1888-1952), Tomàs Carreras i Artau (1879-1954), Francesc Pujols (1882-1962), Alexandre Sanvisens (1918-1995), Ignasi Maria de Ferran (1839-1880) i altres filòsofs i pensadors catalans del segle xx. En conseqüència, es pot dir que en aquest capdavanter del moviment de la Renaixença hi ha les arrels de la filosofia catalana contemporània. La seva influència, però, més pedagògica que ideològica, depassa l'àmbit estricte de la filosofia i del món acadèmic i també la trobem en els àmbits del dret i de l'antropologia.
El 2019 la Universitat de Barcelona va crear la càtedra Llorens i Barba, dirigida per Josep Montserrat Molas.